# Петрович Віталій Іванович
Віта́лій Іва́нович Петро́вич (1981—2014) — молодший сержант Збройних сил України, учасник російсько-української війни.

## Життєпис
Народився 7 березня 1981 року в місті Тирасполь МРСР.
Дитинство та юність пройшли в селі Кірове (нині Грузське) Бобринецького району Кіровоградської області. Закінчив ЗОШ села Витязівка Бобринецького району, потім Кіровоградське медичне училище (нині коледж ім. Є. Й. Мухіна) «Лікувальна справа».
Мешканець міста Кіровоград (нині Кропивницький). Навесні 2014 року мобілізований до лав ЗСУ. Мобілізований під час першої хвилі.
Фельдшер медичного пункту, 34-й батальйон територіальної оборони «Батьківщина».
Загинув 13 серпня 2014-го під час вчиненого терористами обстрілу з БМ-21 опорного пункту поблизу села Польове та села Орлово-Іванівка (Курган Гостра Могила, висота 314).
Похований у Кропивницькому 15 серпня.
Бойовий шлях: 4 травня 2014 року в м. Кіровоград сформовано 34 БТРО (нині 34 ОМБ 57 окремої мотопіхотної бригади). А вже влітку 34-й батальйон активно брав участь у бойових діях.
Під час боїв 21 липня за визволення м. Дзержинськ у самому центрі міста, чекаючи на допомогу, в будівлі міськради в повному оточенні тримали оборону українські спецпризначенці. Підрозділи 34 БТРО, підсилені ротною тактичною групою 169-го навчального центру «Десна», здійснили сміливий та неочікуваний вихід з двох напрямків на околиці міста. У запеклих боях знищили 3 блокпости російських бандформувань, один опорний пункт та одну засідку противника. Цього ж дня два взводи 34 БТРО, виконуючи завдання з розвідки шахти 6-7, що в м. Горлівка, попали в засідку, але змогли не тільки вийти з неї без втрат, а ще й оточити і знищити ворога. Загальні втрати бойовиків того дня становили майже 70 осіб. Надалі за 2 тижні батальйон зайняв позиції від м. Дзержинськ до с. Красний Партизан, що на перехресті доріг Ясинувата — Єнакієве.
29 липня 2014 року 2-й та 3-й взводи першої роти 34 БТРО зайняли позиції в опорних пунктах біля селища Польове на кургані «Гостра Могила» та в Орлово-Іванівці, що неподалік Шахтарська.
1 серпня до них приєднався 1-й взвод. Зайняли перехрестя доріг Чернухіно — Фащівка, в майбутньому опорний пункт «БАЛУ», відомий за зведеннями з Дебальцівської дуги. Для відволікання сил терористів від десантників 25-ї бригади, які забезпечили прорив у відомій «РЕЙД» батальйонних тактичних груп 95-ї бригади та з боями відходили з району Шахтарська, взвод 1-ї роти 34 БТРО з одним танком 17 ОТБР та БМП 169 НЦ зав'язали нерівний бій у с. Розсипне Шахтарського району з противником, що переважає. І знову сміливість, рішучість, майстерність дозволили перемогти, в ході бою знищено велику кількість ворожої техніки, в тому числі один танк, самі російські бойовики підтвердили в своїх засобах масової інформації численні втрати в особовому складі не менш як 30 осіб — «200» та втричі більше поранених, помилково стверджуючи, що їх атакували сили ЗСУ щонайменше батальйоном з танковою ротою. Під час воєнних дій влітку 2014 в зоні АТО особовий склад Кіровоградського 34 БТРО визволив 6 населених пунктів серед них м. Дзержинськ (нині Торецьк), брав участь у боях під Дебальцевим, ліквідував двох ватажків самопроголошеної ЛНР. Серед останніх був «Лєший» («права рука» бойовика «Безлера») — знищили ватажка під час контратаки на засідку противника. Саме в цьому брало участь відділення санінструкторів молодшого сержанта Віталія Петровича, відвагою тоді відзначився старшина-санінструктор (воїн-афганець).
Віталій Петрович загинув 13 серпня 2014 року під час оборони 314 висоти «Курган Гострої Могили» Шахтарського району, зазнавши смертельних осколкових поранень внаслідок обстрілу, вчиненого російськими військами з установок БМ-21 «Град».
15 серпня 2017 року похований на Алеї Слави Ровенського кладовища, м. Кіровоград (нині м. Кропивницький).
Без Віталія лишились брат, дружина та донька.

## Нагороди та вшанування
- 14 листопада 2014 року за особисту мужність і героїзм, виявлені у захисті державного суверенітету та територіальної цілісності України, вірність військовій присязі під час російсько-української війни, відзначений — нагороджений орденом «За мужність» III ступеня
- рішенням виконкому Кіровоградської ради (26.8.2014) нагороджений відзнакою «За заслуги» 2-го ступеня (посмертно).
- Вшановується 13 серпня на щоденному ранковому церемоніалі вшанування українських захисників, які загинули цього дня в різні роки внаслідок російської збройної агресії[1].
- Його портрет розміщений на меморіалі «Стіна пам'яті полеглих за Україну» в Києві: секція 2, ряд 6, місце 29.